# Brachyglossina uniformis
Brachyglossina uniformis är en fjärilsart som beskrevs av Otto Staudinger 1908. Brachyglossina uniformis ingår i släktet Brachyglossina och familjen mätare. Inga underarter finns listade i Catalogue of Life.